# 北京粤东新馆
粤东新馆，又名“粵東邑館”，位于北京市西城区南横西街11号、13号，是清朝广东在北京人士修建的会馆。清朝末年戊戌變法時期，保國會在此成立。

## 简介
粤东新馆的所在地原来是“怡園”，是清朝康熙年间大學士王崇簡、王熙父子的私家宅园。19世紀中葉，廣東在京人士購得怡園遺址的西部土地，兴建粵東新館（又名“粵東邑館”）。该會館坐北朝南，有房屋78間，还有戲樓、花園。
戊戌變法時期，保國會在粤东新馆成立，並以粤东新馆為主要活動場所。1920年代，粤东新馆門口曾经懸挂“清光緒戊戌政變前公車上書議政之所”橫匾。1949年以后，粤东新馆內建起南橫街小學。1990年，粤东新馆被列为宣武区文物保护单位。
1998年9月，由于菜市口大街南延拓寬改造，包括南橫街小學在內的粵東新館主要房屋（即南横西街11号院）被拆除，该事件成为北京市破坏文物建筑的标志性事件之一，引起北京乃至中国舆论的广泛关注。1998年9月18日，北京市菜市口大街工程指挥部开始拆除粤东新馆时，文物部门并不知情。事件曝光后引发媒体及文物保护专家的关注，不少专家呼吁停止拆除。9月22日，北京市菜市口大街工程指挥部同宣武区文物局签署《关于对粤东新馆易地迁建保护的协议书》，粤东新馆将“先拆除，后易地迁建”，迁建地点拟在保留下来的粤东新馆西院（即南横西街13号院）的北部，复建时间在3年内，设计施工及迁建费用由该工程指挥部承担。9月23日，拆除工作继续进行，两天内拆完。拆除采取了野蛮的手法，文物被完全毁灭。所谓“易地迁建”此后也没有下文。经过此次大规模拆除，粤东新馆的原有建筑仅剩下西跨院，为三進四合院，是當年供僮仆們居住的偏院，位于菜市口大街西侧，门牌号为南橫西街13號。粤东新馆主体建筑的旧址已变为菜市口大街的路面。
2014年，现存的南橫西街13號院已啟動征收程序，預計2015年将完成騰退並进行修繕，這是《國有土地上房屋征收與補償條例》實施以來，北京市第一個依據該條例通过政府征收的方式加以保護的文物保护單位。完成騰退以后，此处將建成“戊戌维新紀念館”。2014年6月26日，北京市西城区人民政府房屋征收办公室发布《北京市西城区房屋征收暂停办理事项公告》（西政房征字〔2014〕第1号）称，“北京市西城区人民政府拟在南横西街13、15、17、19号院及南半截胡同30、32号院（以规划范围为准）范围内进行房屋征收”，以建设戊戌维新紀念館。